# Dresser
Dresser és una població dels Estats Units a l'estat de Wisconsin. Segons el cens del 2000 tenia 732 habitants.

## Demografia
Segons el cens del 2000, Dresser tenia 732 habitants, 302 habitatges, i 206 famílies. La densitat de població era de 148,8 habitants per km².
Dels 302 habitatges en un 32,5% hi vivien nens de menys de 18 anys, en un 55,3% hi vivien parelles casades, en un 8,6% dones solteres, i en un 31,5% no eren unitats familiars. En el 24,8% dels habitatges hi vivien persones soles el 7,6% de les quals corresponia a persones de 65 anys o més que vivien soles. El nombre mitjà de persones vivint en cada habitatge era de 2,42 i el nombre mitjà de persones que vivien en cada família era de 2,91.
Per edats la població es repartia de la següent manera: un 26% tenia menys de 18 anys, un 7,8% entre 18 i 24, un 32,1% entre 25 i 44, un 22,1% de 45 a 60 i un 12% 65 anys o més.
L'edat mediana era de 35 anys. Per cada 100 dones de 18 o més anys hi havia 99,3 homes.
La renda mediana per habitatge era de 37.500 $ i la renda mediana per família de 44.028 $. Els homes tenien una renda mediana de 31.935 $ mentre que les dones 22.042 $. La renda per capita de la població era de 17.926 $. Aproximadament el 6,4% de les famílies i el 5,6% de la població estaven per davall del llindar de pobresa.

## Poblacions més properes
El següent diagrama mostra les poblacions més properes.